# Kasiodor
Flavije Magnus Aurelije Kasiodor Senator ( Scylletium, Bruttium kod današnjeg Catanzara, oko 485. – samostan Vivarij pri Scylletiumu, oko 585.), poznatiji kao Kasiodor, bio je starorimski i bizantski državnik, svećenik, redovnik i pisac te glazbeni teoretičar. Jedan je od crkvenih otaca. Službovao je u upravi Teodorika Velikog, kralja Ostrogota. Senator nije bio njegov čin, nego dio njegova prezimena. 
Obitelj mu je bila vjerojatno sirskog podrijetla. Učenik je rimskog filozofa Boecija. Karijeru je počeo kao savjetnik svog oca, guvernera Sicilije. Tako se mlad naučio pravu. Bio je quaestor sacri palatii od oko 507. do 511. godine, konzul Rimskog Carstva 514., magister officiorum pod Teodorikom, a za njegova nasljednika Atalarika vodio je javne spise i arhive u svezi s javnim poslovima. Na gotskom su sudu cijenili njegova znanja, pa je radio oko značajnih javnih dokumenata. Vrhunac mu je karijere bio kad je obnašao dužnost pretorskog prefekta Italije, zapravo je bio premijerom ostrogotske građanske vlasti.Pisao je na latinskom jeziku kasne antike. S papom Agapetom I. surađivao je na utemeljivanju knjižnice u Rimu koja bi imala djela eklezioloških pisaca na grčkom i latinskom. Papa mu je pomogao u projektu prevođenja starogrčkih filozofa na latinski.
Karijeru je proveo pokušavajući premostiti kulturne podjele 6. stoljeća: Istoka i Zapada, starogrčke kulture i latinsske, Rimljana i Gota te između katolika i njihova arijanskog vladara.
Kad se umirovio, osnovao je samostan Vivarij (Vivarium) na svom obiteljskom imanju na obalama Jonskog mora. Samostan se sastojao od dvoje dijelova: cenobitskog samostana i utočišta, na mjestu današnje Santa Maria de Vetere kod Squillacea.

## Djela
- Laudes (fragmentarno objavljeni panegirici)
- Chronica, (završava 519.) obuhvaća svu svjetsku povijest u jednom nizu vldara, unija gotskih i rimskih prethodnika, laska gotskim osjećajima što se više sadržajem približavao nadnevku sastavljanja djela
- Historia Gothorum (526. – 533.), očuvana je samo u Jordanovim sažetcima
- Variae epistolae (537.), Teodorikovi državni papiri. Editio princeps M. Accuriusa (1533.).
- Expositio psalmorum
- De anima ("On the Soul") (540.)
- Institutiones Divinarum et Saecularium Litterarum (543. – 555.)
- De Artibus ac Disciplinis Liberalium Litterarum
- Codex Grandior (inačica Biblije)